# جائزة بلجيكا الكبرى 1989
جائزة بلجيكا الكبرى 1989 هو سباق فورمولا 1 أقيم بتاريخ 27 أغسطس 1989 في حلبة دي سبا فرانكورشومب، حمام معدني، بلجيكا. كان الحادي عشر من أصل 16 في بطولة العالم لسباقات الفورمولا واحد موسم 1989. حلّ البرازيلي آيرتون سينا أولا بينما جاء الفرنسي ألن بروست في المركز الثاني وحصل على المركز الثالث البريطاني نايجل مانسيل.

## وصلات خارجية
- الموقع الرسمي